# Якут (пароход)
«Якут» (быв. «Лейк Элмсфорд») — пароход Акционерного камчатского общества (АКО), одно из первых океанских судов торгового флота советского Дальнего Востока.

## Проектирование и строительство
Принадлежал к многочисленному семейству «Лэйкеров» (англ. Lakers) — стальных пароходов, строившихся на частных верфях региона Великих Озёр по заказам Совета по судоходству США в 1918—1920 гг. Один из 52 пароходов, построенных по проекту № 1074, разработанному Корпорацией флота военного времени (англ. Emergency fleet corporation). «Лэйкеры» данного типа проектировались, как работающие на жидком топливе. В действительности многие из них, в том числе и будущий «Якут», имели котлы с угольным отоплением.
Корпус № 237 был заложен на стапеле завода Ривер Руж в г. Экорс (шт.Мичиган). Предприятие принадлежало компании Great Lakes Engineering Works, основанной в 1902 г. Пароход, получивший название Lake Elmsford, был сдан заказчику в 1920 г. и до 1929 г. находился в собственности Совета по судоходству США, не эксплуатировался.

## Технические характеристики
Технические характеристики даны по состоянию на 1936 год.
- Водоизмещение: 6810 тонн
- Длина по ватерлинии: 77,37 метра
- Ширина: 13,3 метра
- Высота надводного борта: 8,9 метра
- Осадка в грузу / порожн.: 7/4,2 метра
- Дедвейт: 4 490 тонн (в американских источниках 4200 тонн)
- Валовая вместимость: 3 100 тонн
- Регистровая вместимость: 2 693 брутто/тонн
- Два трюма (4 люка), общий объём 4 314 м³
- Количество пассажирских мест: 61 в каютах (в том числе 28 — 2 кл., 30 — 3 кл.), до 300 в твиндеках
- Тип двигателя: 1 вертикальная трёхцилиндровая паровая машина тройного расширения, выпуска 1919 г.
- Мощность: 1 500 л. с.
- Максимальное число оборотов: 70 в минуту
- Котлы: 2 цилиндрических, диаметром 4,41 метра, длиной 3,35 метра, поверхность нагрева 220 м²
- Рабочее давление: 12 атмосфер первоначально, 11 допущено.
- Топки: 3, с пароперегревателем, без сухопарника.
- Скорость: первоначальная — 8 узла, фактическая — 6 узла.
- Дальность плавания: 3 200 морских миль
- Запас угля: нормальный 620 тонн, максимальный 975 тонн
- Расход угля в сутки: на ходу — 30 тонн, на стоянке с грузовыми работами — 9 тонн, без — 5 тонн
- Запас воды: 631 тонн
- Расход воды в сутки: на ходу — 10 тонн, на стоянке — 8 тонн
- Расход смазки в сутки: на ходу — 28 кг, на стоянке — 8 кг
- Грузовое оборудование: 8 паровых лебедок, 8 стрел грузоподъемностью 5 тонн
- 3 шлюпки, 1 рабочий катер
- Электрооборудование: 2 динамо/8 кВт
- Экипаж: 49-50 человек.
- Порт приписки: Владивосток (№ 290)

## В СССР
К концу 1928 года АКО располагало небольшим теплоходом «Охотск» и парусно-моторной шхуной «Чукотка» (общей вместимостью 1354 т), а также пароходом «Камчатка» (бывший Lake El Rio проекта 1074) грузоподъёмностью 2520 т. Все эти суда были построены в США в 1918—1919 гг. и приобретены в 1928 г. Нехватка собственных кораблей заставляла руководство Общества каждую навигацию прибегать к фрахтованию пароходов Совторгфлота, возможности которого также были ограничены. Транспортная инфраструктура АКО сильно отставала от его растущей промышленной базы, кроме того, Обществу приходилось заниматься снабжением прибрежных населённых пунктов Камчатки, Командорских о-вов и о. Врангеля. В 1929 г. было решено увеличить флот АКО путём приобретения за границей — в США и Японии ‒ пяти пароходов, в том числе двух грузоподъёмностью в 5500 т. На эти цели было выделено всего 2100 тыс. рублей. Этой суммы оказалось достаточно для покупки исключительно старых судов с паровыми машинами, работающими на твёрдом топливе. Последнее обстоятельство объяснялось также возможными перебоями в поставках жидкого топлива на Камчатку.
В феврале 1929 г. начальник коммерческого отдела АКО А. А. Богданов приобрёл в США партию из 4 «Лэйкеров» проекта 1074 — Lake Elmsford, Lake El Pueblo (постр. в 1919 г. в Эштэбьюла, шт. Огайо), Lake Elva (постр. там же в 1920 г.) и Lake Elmwood (постр. в 1920 в Экорсе, шт. Мичиган). Суда получили названия, соответственно, «Якут», «Ламут», «Тунгус» и «Юкагир». По первоначальному плану «Тунгус» должен был перегоняться в СССР советским экипажем, однако в последний момент было принято решение воспользоваться услугами американских моряков. То же самое было решено относительно парохода «Юкагир». Первый корабль отправился из Сиэтла под командованием капитана Н. Эера (30 чел. экипажа), второй — под командованием Л. Бенсона (43 чел.). Сделав промежуточный заход в Хакодате, в середине июля 1929 г. пароходы благополучно прибыли во Владивосток. Для «Якута» и «Ламута» были сформированы советские экипажи под командованием капитанов А. И. Дудника и П. С. Доруховского. По другим сведениям, перегон «Якута» осуществлялся под командованием капитана П. И. Андржеевского, ранее командовавшего шхуной «Чукотка». Команды «Якута» (39 чел.) и «Ламута» (38 чел.) в мае 1929 г. проследовали в Сиэтл через Иокогаму. Остановка моряков в Японии была необходима для оформления виз для въезда в США. Экипаж «Якута» проживал в Иокогаме, команда «Ламута» — в Токио. Советские моряки поразили японцев своим культурным поведением: владелец отеля, арендованного для команды «Якута», накануне отъезда даже устроил для них банкет за собственный счет. В Сиэтле за приёмом и отправкой судов наблюдал промышленный директор АКО А. Я. Шерстобоев.
Сразу по прибытии во Владивосток «Якут» был назначен к участию в арктической экспедиции к о. Врангеля, где находилась научно-исследовательская экспедиция под руководством Г. А. Ушакова. Работа полярников протекала в исключительно трудных условиях: из-за тяжёлой ледовой обстановки экспедиция в течение 2 лет не имела связи с большой землёй. Ледорез «Ф. Литке» должен был пробиться к острову, что требовало значительных запасов угля. «Якут» выполнял функции угольного транспорта. Суда вышли из Владивостока 13—15 июля 1929 г. После захода в Петропавловск-Камчатский и б. Провидения, «Ф. Литке» провёл последнюю бункеровку в заливе Св. Лаврентия, после чего «Якут» отправился на юг.
После зачисления в состав АКО «Тунгус», «Ламут» и «Юкагир» были переоборудованы в плавучие крабозаводы. В 1930 г. эти суда, вместе с ранее закупленным пароходом «Камчатка», были переданы из морской конторы АКО в распоряжение вновь созданного Кработреста. «Якут» остался в составе АКО в качестве транспортного судна. С 1 июня 1930 г. находился в подчинении Управления транспорта, связи и портов АКО, базировавшегося в Петропавловске-Камчатском. Состояние «Якута» к 1933 г. оценивалось как сильно изношенное, особого внимания требовали котлы парохода. По этой причине, а также из-за отсутствия качественного топлива, пароход не мог развивать скорость выше 6 узлов. Любой более или менее сложный ремонт производился на базе владивостокского «Дальзавода», куда пароход каждый раз добирался, пересекая два моря При выходе в рейс часть полезного объёма грузовых трюмов всегда занимал уголь. Ввиду отсутствия оборудованных портов на побережье Камчатки, в состав экипажа включалась бригада грузчиков (20-30 чел.). Погрузка и выгрузка осуществлялась при помощи судового оборудования, рабочего катера с двигателем мощностью 24 л. с. и кунгасов, присылаемых с берега. В этих работах, а также в перегрузках топлива участвовало большинство членов экипажа. При этом условия обитания команды на «Якуте» были некомфортабельными. По проекту судно предназначалось для сравнительно коротких трансатлантических рейсов и не имело оборудованных помещений для мытья. Запас пресной воды на борту был ограничен, часто его приходилось пополнять приёмом воды с берега и даже наливом талой воды с морских льдов. Отсутствовали холодильники для хранения свежей провизии, что сказывалось на питании экипажа: нередкими были случаи заболевания цингой.
1 июля 1936 г. «Якут» был переподчинён Управлению флота АКО (АКОфлот).
В 1930—1931 гг. «Якут» одним из первых начал считавшиеся невозможными зимние плавания на Камчатку.

Пароход «…стал центром внимания жителей Владивостока, которые были уверены, что плыть зимой на Камчатку равносильно нырянию в море с камнем на шее. Однако экипаж готовился. После загрузки продовольствия тщательно укрепили трюмы, подвели дополнительные крепления к мостику: не дай Бог, смоет волной. Команда получила тёплое обмундирование и двойные оклады. Провожать „Якут“ пришло много народу… Погода за время перехода нельзя сказать, чтобы была хорошей, но и не слишком штормовой. Так что через неделю судно ткнулось в лёд у Раковой мели, поскольку Авачинская губа основательно замёрзла. А скоро на собаках и лошадях подъехали Петропавловские жители. Они также не могли скрыть восторг и удивление». (Из воспоминаний капитана Л. И. Кужеля, в то время — матроса п/х «Якут»)

В феврале 1931 г., в сложных условиях, «Якут» доставил на Камчатку из Владивостока более 1500 т угля, крайне необходимого судам АКО.
В ходе зимних плаваний в Охотском и Беринговом морях «Якут», неприспособленный к работе во льдах, неоднократно получал пробоины и др. повреждения корпуса.

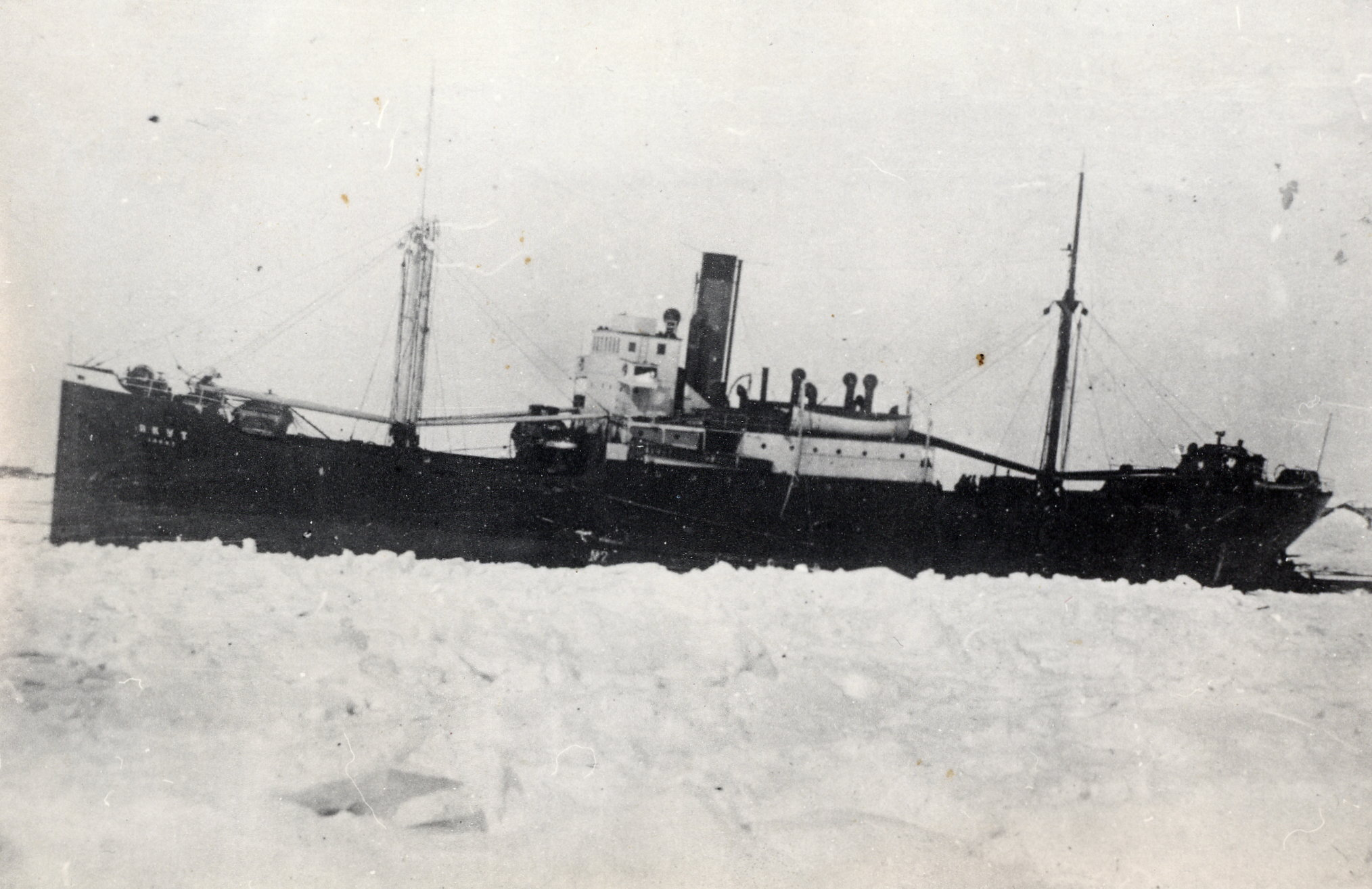
«Якут» зажат льдами в Беринговом море, март 1936 г.

В 1933 г. «Якут» был временно передан из АКО в распоряжение одной из дальневосточных организаций. В состав АКОфлота пароход вернулся 1 января 1934 г.
11 ноября 1935 г. первым помполитом «Якута» был назначен В. П. Ребров.
21 ноября 1935 г. «Якут», стоявший в Кичигинском рыбокомбинате, подвергся мощному удару стихии. Шквал нанёс ему серьёзные повреждения: упавшая стрела разбила капитанский мостик, разрушила машинный телеграф и компас. Пароход потерял лаг. Погибли 3 кунгаса, стоявшие у борта. Находившихся на них людей с большим трудом удалось снять при помощи судового катера.
Весной 1936 г. пароход обезуглился в Японском море, судно осталось без хода и управления и в течение 7 суток находилось в дрейфе. Помощь была получена от пароходов АКОфлота «Орочон» и «Сима». «Орочон» взял «Якут» на буксир и довёл до Владивостока.
В 1938 г. старшим механиком парохода был назначен С. В. Малкин (1896—1955), проработавший в этой должности 15 лет, до самой смерти.
С 1940 по 1945 г. капитаном «Якута» был П. Д. Киселёв — известный дальневосточный моряк, впоследствии руководивший Камчатрыбфлотом и Камчатским морским пароходством.
В годы Великой Отечественной войны «Якут» входил в состав Управления военизированного флота Камчатки. Летом 1941 г. пароход прошёл ремонт в г. Сан-Франциско. По некоторым сведениям, на обратном пути доставил в Петропавловск-Камчатский партию зажигательной смеси («коктейль Молотова»). В апреле—мае 1943 г., в ходе ремонта в г. Портленд, пароход получил вооружение — 102-мм орудие и 4 зенитных автомата «Эрликон» калибра 20 мм. Вооружение размещалось по стандартной для судов АКО схеме: пушка и 2 зенитных автомата — на кормовой артиллерийской позиции, ещё 2 автомата — в круглых гнездах, смонтированных над крыльями мостика.
В 1944 г. доставил из Петропавловска-Камчатского в Николаевск-на-Амуре партию взрывчатки американского производства.
В конце июля 1945 г. «Якут» доставил из Усть-Камчатска в Петропавловск солдат и военное снаряжение 302-го стрелкового полка, химвзвод которого позднее участвовал в Курильском десанте.
В 1946 г., в связи с реорганизацией АКО, «Якут» был передан в состав Камчатрыбфлота, а его капитан П. Д. Киселёв позднее стал начальником этой организации. Новым капитаном парохода был назначен Г. А. Козырев. В августе 1946 г. «Якут» стал первым крупным океанским судном, вошедшим в устье р. Камчатки. Заход был осуществлён Г. А. Козыревым после промера глубин на фарватере реки. Из-за смены приливно-отливных течений судно 4 раза в сутки вынуждено было совершать манёвры, чтобы удержаться на глубокой воде. Несмотря на это, экипаж в короткий срок благополучно выгрузил необходимый путинный груз и материалы для Ключевского лесокомбината. Таким образом, была окончательно доказана судоходность устья р. Камчатка и положено начало созданию Усть-Камчатского морского торгового порта.
Зимой 1947 г. «Якут» участвовал в операции по спасению персонала Авачинского рыбокомбината (б. Вилючинская), пострадавшего от снежной лавины, а также в буксировке парохода «Немирович-Данченко», обезуглившегося в Тихом океане на пути из Панамы на Камчатку.
В 1954 г. капитан «Якута» Г. А. Козырев возглавил Камчатрыбфлот.
В 1960-х гг. капитаном «Якута» был Л. И. Кужель.
Вечером 23 ноября 1968 г. на «Якуте», стоявшем в профилактическом ремонте у причала Петропавловской верфи, в носовой каюте средней надстройки левого борта, где жили кочегары, возник пожар, который распространился по всей средней надстройке. В результате погибло четыре человека; один, которого с трудом вытащили через иллюминатор, получил сильные ожоги. Выгорели все помещения средней надстройки и ходового мостика.
В 1968 г. «Якут» был выведен из состава Камчатрыбфлота. В 1970 г. пароход был отправлен в Японию, где в 1971 г. его разрезали на металл. За рубежом последние корабли данного класса были утилизированы к 1960 г. В Мурманском пароходстве СССР пароход «Кама» (быв. SS Lake Helen) был списан в 1968 г. Таким образом, «Якут» является одним из самых долгоживущих «Лэйкеров». Среди судов АКОфлота по продолжительности службы он уступает только однотипному пароходу «Щорс» (быв. Lake Haresti, постр. в 1920 г.), списанному в 1971 г.

## Интересные факты

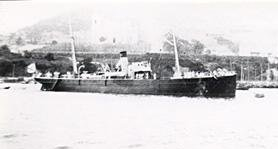
Военный транспорт «Якут» во Владивостоке, 1903 год

«Якут» полностью однотипен знаменитому пароходу «Индигирка», принадлежавшему Дальстрою и потерпевшему крушение у берегов о. Хоккайдо в 1939 г. Катастрофа унесла жизни более 700 человек
В начале XX в. в состав Добровольного флота также входил пароход «Якут», впоследствии переименованный в «Кишинёв».
В то же время в составе Сибирской флотилии числился военный транспорт «Якут», часто появлявшийся в водах Камчатки.